# Годен, Люсьен
Люсье́н Годе́н (фр. Lucien Gaudin; 27 сентября 1886, Аррас — 23 сентября 1934) — французский фехтовальщик, четырёхкратный олимпийский чемпион, чемпион мира и Европы, многократный чемпион Франции. Один из трёх спортсменов в истории Франции, выигравших более трёх золотых олимпийских наград (наряду с Мартеном Фуркадом и Кристианом д’Ориола).
Единственный в истории Олимпийских игр фехтовальщик, сумевший стать лучшим в индивидуальном первенстве в двух видах оружия в рамках одних Олимпийских игр (Амстердам 1928, шпага и рапира). Впервые стал чемпионом мира в 20-летнем возрасте в 1905 году, спортивная карьера длилась с 1904 по 1929 годы. После завершения спортивной карьеры вёл расточительную жизнь, являясь потомственным банкиром, по этой причине на протяжении спортивной карьеры имел манеру отказываться от любого рода вознаграждений за выигрыш соревнований. Кончил жизнь самоубийством в возрасте 47 лет.